# Ołeksandr Serdiukow
Ołeksandr Mychajłowycz Serdiukow, ukr. Олександр Михайлович Сердюков, ros. Александр Михайлович Сердюков, Aleksandr Michajłowicz Sierdiukow (ur. 19??, Imperium Rosyjskie, zm. 19??, Ukraińska SRR) – ukraiński trener piłkarski.

## Kariera trenerska
W 1937 trenował Dynamo Dniepropetrowsk, a w 1939 prowadził Stal Dniepropetrowsk.